# Bentonite

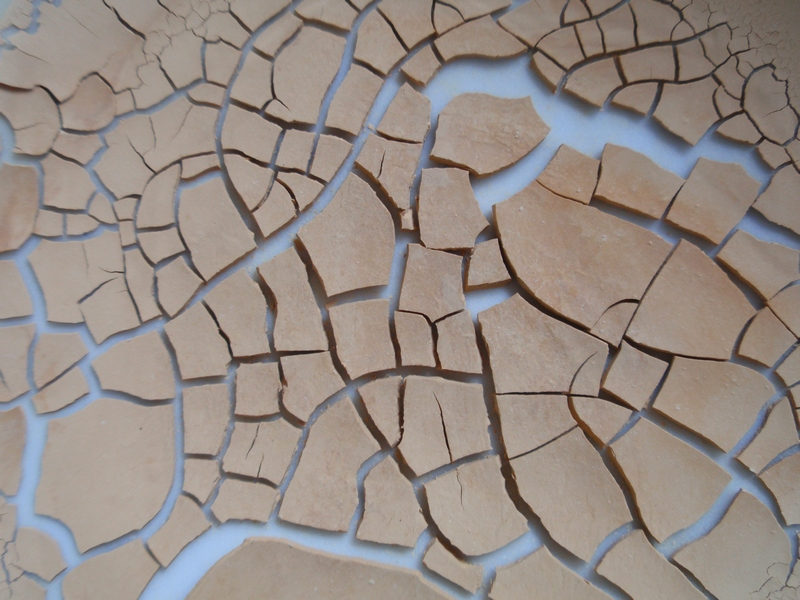
Argilla bentonitica

La bentonite (Al2O3–4SiO2–4H2O) è un fillosilicato, un minerale argilloso composto per lo più da montmorillonite, calcio o sodio. Si trova in terreni vulcanici come prodotto di decomposizione della cenere vulcanica. I principali depositi sono situati nel Nord America, in particolare nel Montana, vicino a Fort Benton, località da cui deriva il nome di tale sostanza. Sull'isola di Ponza è possibile visitare una ex miniera di bentonite.

## Tipi
Esistono due tipi di bentonite:
1. la bentonite sodica è un tipo di argilla rigonfiante che ha un singolo strato di particelle d'acqua contenenti ioni sodio {\displaystyle {\ce {Na^+}}};[1]
2. la bentonite calcica: è un tipo di argilla non rigonfiante con un doppio strato di particelle d'acqua contenenti ioni calcio {\displaystyle {\ce {Ca^2+}}}.[1]

## Estrazione
La bentonite viene normalmente estratta da cave, in cui è economicamente conveniente l'estrazione fino a 15 m superficiali. Il minerale estratto ha contenuto d'acqua dell'ordine del 30%, che viene portato al 15% tramite essiccazione all'aria o in essiccatori, previa macinatura ed eventuale addizione di carbonato di sodio (per la conversione della bentonite calcica in bentonite sodica). La ganga associata ai minerali viene rimossa tramite acidi o composti organici (producendo argille organiche), a seconda delle finalità di applicazione.
Cave di bentonite sono presenti in molte località, tra cui gli Stati Uniti d'America, i cui depositi in Wyoming costituiscono il 70% dell'approvvigionamento mondiale noto, la Grecia, il Giappone e l'Italia.

## Caratteristiche
Le principali caratteristiche della bentonite sono:
- può aumentare di volume fino a quattordici volte il suo volume originale;[1]
- la conduttività idraulica di miscele con bentonite sodica al 4–10% in sabbia pulita in assenza di componente fine è dell'ordine di 10−9–10−10 m/s;[4]
- al di sopra dei 500 °C si ha il processo di calcinazione e l'acqua persa non può essere reintrodotta;[3]
- diventa plastica ed adesiva se miscelata opportunamente con acqua;
- diventa dura e rigida quando è sottoposta ad essiccamento, ma rimane plastica se non ha subito un elevato riscaldamento;
- ha una temperatura di fusione inferiore a quella della silice, SiO2, e quindi una limitata refrattarietà;
- dispersa nell'acqua ne aumenta la viscosità o dà luogo alla formazione di gel;
- l'idrogel di bentonite ha carica negativa e quindi le sue proprietà sono notevolmente influenzate dalla presenza di elettroliti;
- è incompatibile con ioni calcio e polivalenti;
- il carattere idrofilo della bentonite può essere trasformato in lipofilo se nel reticolo cristallino si sostituiscono parzialmente gli ioni Al3+ (o Mg2+, Ca2+) con ioni dimetil-dialchilammonio; è possibile allora ottenere il rigonfiamento con liquidi meno polari dell'acqua ed anche con oli;
- la viscosità delle dispersioni aumenta con il tempo.

## Applicazioni

### Medicina e farmaceutica
In medicina veterinaria questo minerale può essere impiegato nei casi di diarrea profusa del cavallo. Esso favorisce la normalizzazione della funzione intestinale e la stabilizzazione del bilancio idro-elettrolitico, inoltre svolge una spiccata attività adsorbente anche nei confronti di micotossine e sostanze organiche.
La bentonite è in grado di legarsi alle mucine della parete intestinale stabilizzando il normale muco fisiologico che si trova sulla parete dell'intestino e durante i casi di enterite protegge la muscosa dagli agenti infiammatori ed impedisce il passaggio in circolo di tossine, virus, batteri, enzimi necrosanti e antigeni. Quando le scariche diarroiche sono numerose e comportano un'importante perdita di acqua e sali minerali, la somministrazione tempestiva di Bentonite è in grado non solo di ridurre le scariche diarroiche, ma anche di preservare la capacità si assorbimento dell'intestino e di migliorare l'assimilazione di fluidi ed elettroliti stabilizzando anche il loro bilancio all'interno dell'organismo. Normalizza quindi la funzionalità intestinale.
In campo farmaceutico viene usata come colloide idrofilo. Viene impiegata come stabilizzante di sospensioni e di emulsioni olio in acqua, oppure come eccipiente per pomate.

### Ingegneria civile ed edile
Trova applicazione nella depurazione delle acque, tra cui la rimozione di fosforo. Viene impiegato come sigillante in bacini artificiali e discariche.
In edilizia la bentonite viene usata come impermeabilizzante per opere entro terra, per il contenimento delle pareti di scavi in sezione ristretta, come contenimento delle pareti dello scavo in opere di palificazione.
In ambito cantieristico, è sovente usata come additivo liquido per gli scavi di gallerie e microtunnel sotterranei per il contenimento di gasdotti ed oleodotti.

### Industria alimentare
Viene usata come chiarificante per la produzione di vino, aceto, succhi di frutta, birra e oli. In passato le bentoniti calciche sono state utilizzate per chiarificare, decolorare o sbiancare oli animali e vegetali, infatti, gli oli vegetali contengono impurità (clorofille, xantofille) che possono dare luogo a prodotti di ossidazione e quindi ridurre il tempo di conservazione.

### Altre applicazioni
Viene impiegata nei fanghi di perforazione dall'industria petrolifera.
È usata come legante fondamentale per le terre di fonderia.
Viene impiegata per le lettiere dei gatti per il suo alto potere assorbente e la rapida eliminazione dei cattivi odori. Inoltre agglomera e quindi è facile asportarla. Può essere usata nel compost organico.

## Galleria d'immagini

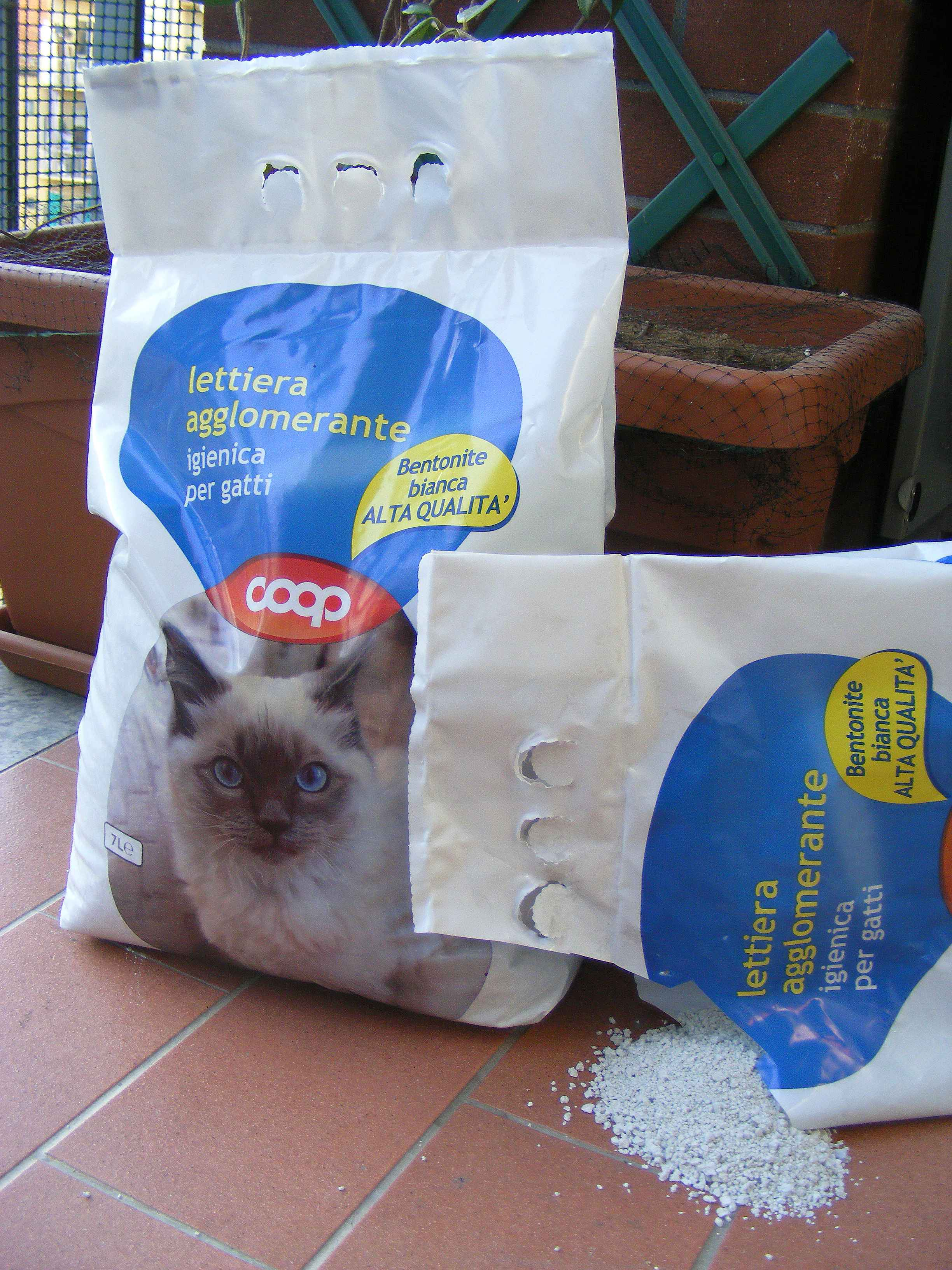
Bentonite bianca usata come lettiera per gatti.
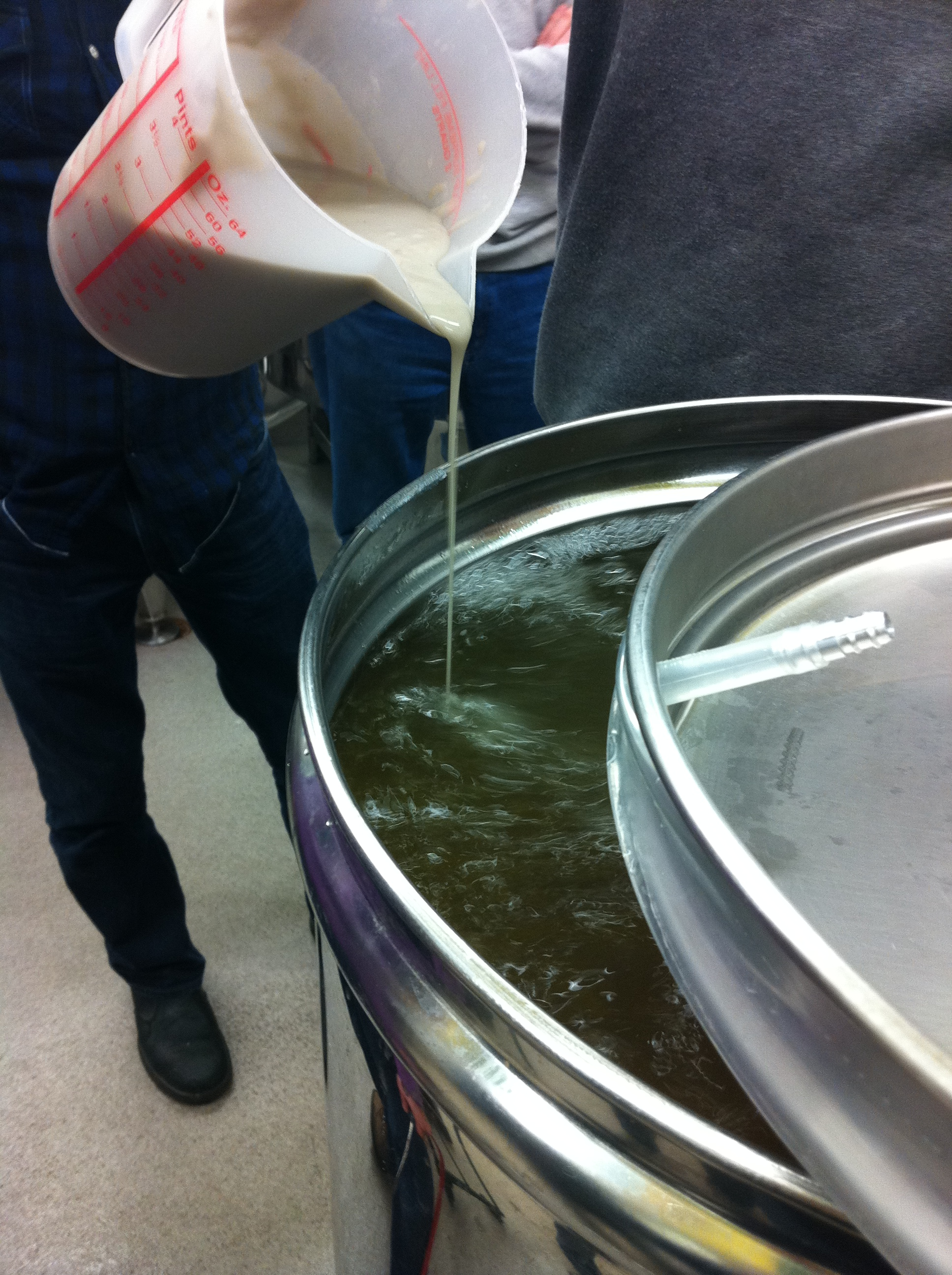
La bentonite può essere aggiunta al vino bianco come chiarificante. In questo caso di tratta di un vino Sémillon.